# OpenMPT
OpenMPT (изначально ModPlug Tracker) — программа-трекер для Windows, разработанная Оливье Лапиком (фр. Olivier Lapicque). Изначально разрабатывалась как плагин (plug-in) для интернет-браузеров, названный Modplugin, и предназначенный для того, чтобы позволить пользователям Интернета прослушивать музыку в трекерных модулях (к примеру, IT, XM, S3M и MOD), размещённых на некоторых сайтах. Позже плагин эволюционировал в более сложные ModPlug Player и ModPlug Tracker. Как и была изначально, программа свободна и распространяется под лицензией GNU GPL.
Основное отличие ModPlug Tracker от подобных трекеров для Windows — усовершенствованный, но тем не менее «классический» графический интерфейс с использованием таких возможностей интерфейса Windows, как контекстные меню в панели секвенсера, drag-and-drop и т. п. Кроме всего прочего, ModPlug Tracker поддерживает редактирование и сохранение в основные классические трекерные форматы (MOD, S3M, XM, IT), имеет возможность импортировать семплы из многих форматов аудиофайлов и семплерных банков (например, SoundFont).
В декабре 1999 года Оливье Лапик предоставил части кода программы для добавления к проекту XMMS (существует в виде библиотеки libmodplug).
За неимением времени Оливье Лапик прекратил самостоятельную разработку ModPlug Tracker и в начале 2004 года предоставил в общий доступ весь код программы под открытой лицензией. В данный момент программа активно разрабатывается группой программистов-энтузиастов на SourceForge.net.
Кроме того, на базе движка modplug была создана одноимённая библиотека для популярного фреймворка gstreamer.

## ModPlug Player
ModPlug Player был разработан параллельно с ModPlug Tracker как автономный плеер для трекерных модулей. Среди основных достоинств — поддержка огромного количества форматов модулей, наличие звуковых эффектов, поддержка плагинов Winamp и возможность открывать сжатые модули (сжатые ZIP, RAR или LHA).
ModPlug Player поддерживает следующие файловые форматы (в алфавитном порядке):
- Чтение и запись:
  - .IT: модули Impulse Tracker
  - .MOD: модули ProTracker (4-32 канала, 15/31 семплов)
  - .S3M: модули ScreamTracker III
  - .XM: модули FastTracker 2
  - .WAV: файлы WAV (объёмом до 16 MiB)

- Только чтение:
  - .669: модули UNIS 669, Composer 669
  - .AMF: модули Asylum / DSMI
  - .AMS: модули Velvet Studio AMS 1.x
  - .DBM: модули DigiBooster Pro
  - .DSM: модули во внутреннем формате DSIK
  - .FAR: модули Farandole Composer
  - .MED: модули OctaMed
  - .MDL: модули DigiTracker 1.x
  - .MOL: списки воспроизведения (в формате, совместимом с Mod4Win)
  - .MTM: модули MultiTracker
  - .NST: модули NoiseTracker
  - .OKT: модули Oktalyzer
  - .PTM: модули PolyTracker
  - .STM: модули ScreamTracker II
  - .ULT: модули UltraTracker
  - .UMX: файлы музыки из игр на основе Unreal Engine 1
  - .WOW: модули Grave Composer